# Semiothisa trinota
Semiothisa trinota är en fjärilsart som beskrevs av Achille Guenée 1858. Semiothisa trinota ingår i släktet Semiothisa och familjen mätare. Inga underarter finns listade i Catalogue of Life.